# Johannes Hengeveld
Johannes Hendrikus Hengeveld (Arnhem, Gelderland, 24 de desembre de 1894 – Arnhem, 4 de maig de 1961) va ser un esportista neerlandès que va competir a començaments del segle xx. Especialista en el joc d'estirar la corda, guanyà la medalla de plata als Jocs Olímpics de 1920 a Anvers.